# 郑雏
郑雏（?—?），北齐荥阳郡开封县（今河南省开封市）人，郑述祖族子。
郑雏有识尚，操行清整。齐文宣帝要为皇太子高殷娶时任尚书郎的郑雏之女为良娣，赵郡李氏李祖昇兄弟敬畏郑雏，佩服郑雏操行清正。杨愔上奏授予郑雏为赵郡太守，李祖昇兄弟身穿朝服到郑雏家门，投递名帖拜见。齐文宣帝听说后高兴，笑着说：“足以杀杀李家小子的威风了。”郑雏官至胶州刺史。